# Jean-Guy Wallemme
Jean-Guy Wallemme (ur. 10 sierpnia 1967 w Maubeuge) – piłkarz francuski grający na pozycji środkowego obrońcy. Po zakończeniu kariery piłkarskiej został trenerem.

## Kariera klubowa
Karierę piłkarską Wallemme rozpoczął w klubie RC Lens. W 1986 roku awansował do kadry pierwszego zespołu. 11 listopada 1986 zadebiutował w Ligue 1 w wygranym 1:0 domowym meczu z Paris Saint-Germain. W sezonie 1987/1988 stał się podstawowym zawodnikiem Lens. W 1989 roku spadł z tym klubem z Ligue 1 do Ligue 2, a w 1991 roku powrócił z Lens do ekstraklasy. Swoje największe sukcesy z Lens osiągnął w sezonie 1997/1998, gdy wywalczył mistrzostwo kraju oraz wystąpił w przegranym 1:2 finale Pucharu Francji z Paris Saint-Germain.
Latem 1998 Wallemme odszedł z Lens do angielskiego Coventry City. W Premier League zadebiutował 21 sierpnia 1998 w przegranym 0:1 wyjazdowym meczu z Nottingham Forest. W Coventry grał przez pół roku i rozegrał w nim 6 meczów.
Na początku 1999 roku Wallemme wrócił do Francji i przez pół sezonu występował w FC Sochaux. Latem 1999 przeszedł do AS Saint-Étienne. Występował w nim przez dwa sezony, do 2001 roku. Wtedy też powrócił do Lens, a po roku gry w nim zakończył karierę piłkarską.
| Sezon   | Klub                   | Kraj    | Rozgrywki      | Mecze | Bramki |
| ------- | ---------------------- | ------- | -------------- | ----- | ------ |
| 1986/87 | RC Lens                | Francja | Ligue 1        | 19    | 0      |
| 1987/88 | RC Lens                | Francja | Ligue 1        | 32    | 0      |
| 1988/89 | RC Lens                | Francja | Ligue 1        | 36    | 0      |
| 1989/90 | RC Lens                | Francja | Ligue 2        | 31    | 2      |
| 1990/91 | RC Lens                | Francja | Ligue 2        | 30    | 1      |
| 1991/92 | RC Lens                | Francja | Ligue 1        | 33    | 0      |
| 1992/93 | RC Lens                | Francja | Ligue 1        | 34    | 1      |
| 1993/94 | RC Lens                | Francja | Ligue 1        | 36    | 3      |
| 1994/95 | RC Lens                | Francja | Ligue 1        | 38    | 2      |
| 1995/96 | RC Lens                | Francja | Ligue 1        | 35    | 1      |
| 1996/97 | RC Lens                | Francja | Ligue 1        | 26    | 1      |
| 1997/98 | RC Lens                | Francja | Ligue 1        | 28    | 0      |
| 1998/99 | Coventry City          | Anglia  | Premier League | 6     | 0      |
| 1998/99 | FC Sochaux-Montbéliard | Francja | Ligue 1        | 13    | 0      |
| 1999/00 | AS Saint-Étienne       | Francja | Ligue 1        | 21    | 1      |
| 2000/01 | AS Saint-Étienne       | Francja | Ligue 1        | 30    | 0      |
| 2001/02 | RC Lens                | Francja | Ligue 1        | 32    | 0      |

## Kariera trenerska
W 2001 roku Wallemme został grającym trenerem AS Saint-Étienne. W 2002 roku, gdy zakończył karierę piłkarską w RC Lens, objął zespół RC Paris. Pracował w nim do 2004 roku. W tym samym roku pracował też w FC Rouen, a w 2005 roku w belgijskim KSK Ronse. Z kolei w latach 2005–2007 był trenerem US Roye. W sezonie 2007/2008 prowadził Paris FC, a następnie został szkoleniowcem RC Lens. W 2010 roku awansował z nim do Ligue 1, a w trakcie sezonu 2010/2011, gdy Lens spadło do Ligue 2, został zwolniony i zastąpiony przez Rumuna Ladislau Bölöniego. Później został zatrudniony na selekcjonera reprezentacji Konga. 18 marca 2012 roku przejął AJ Auxerre.